# Марія (дружина Льва III)
Марія (бл. 685 — після 725) — візантійська імператриця.

## Життєпис
Про походження Марії різняться відомостями. за однією з гіпотез була донькою булгарського хана Тервела. Втім дослідникам здається малоймовірним, що незалежний правитель міг видати доньку заміж за одного з намісників Візантії, яким був на той час Лев Ісавр. Більш імовірно, що Марія належала до якогось знатного булгарського чи іншого роду тюркського походження. Вийшла заміж за Льва між 701 та 704 роками.
У 717 році її чоловік став новим імператором Візантії, але з якоїсь причини не надав Марії титулу імператриці. Лише у 718 році після народження первістка (відбулося під час тривалої облоги Константинополя арабським флотом і військами), Марія отримала титул Августи. Після цього народила ще 2 дітей. Втім дата смерті імператриці невідома.

## Родина
Чоловік — Лев III Ісавр, візантійський імператор
Діти:
- Анна (705—772), дружина Артабаста, імператора
- Костянтин (718—775), імператор
- Ірина (нар. після 719—д/н)
- Кузьма (нар. після 719—д/н)